# Gallo Shabo
Gallo Shabo Beth Murad (Syrisch: ܓܰܠܠܠܳܐ ܫܰܒܳܐ ܒܶܬ݂ ܡܽܘܪܰܕ) was een poëet, diaken en Aramese leider van de Verdediging van Iwardo die plaats vond tijdens de Aramese Genocide. Iwardo staat tegenwoordig bekend onder de Turkse naam Gülgöze.

## Biografie
Gallo behoorde tot de Beth-Murad stam uit het dorp Iwardo gelegen in de heuvelachtige regio Tur Abdin. De stam leidde het dorp sinds het begin van de 19e eeuw. Gallo Shabo was opgeleid in de Syrisch-Orthodoxe Kerk en was doordrenkt met een uitstekende beheersing van het Klassiek Syrisch. Zijn opleiding leidde uiteindelijk tot zijn benoeming tot diaken van de Syrisch-Orthodoxe Kerk in Iwardo. Hier vervolgde hij zijn studies in het Neo-Aramees, Arabisch, Perzisch en de Ottomaans-Turkse taal. Voor de Aramese Genocide was Shabo, als een van de seculiere leiders van Iwardo, twee keer gevangengezet in Midyat en Mardin.